# Pallenopsis sexacentra
Pallenopsis sexacentra är en havsspindelart som beskrevs av Bamber, R.N. 2000. Pallenopsis sexacentra ingår i släktet Pallenopsis och familjen Phoxichilidiidae. Inga underarter finns listade i Catalogue of Life.